# Leippe-Torno
Leippe-Torno is een voormalige gemeente in de Duitse deelstaat Saksen (district Kamenz) en is sinds 1 januari 2007 een Ortsteil van de stad Lauta. Tot dan was Leippe-Torno een gemeente die deel uitmaakte van de Verwaltungsgemeinschaft Lauta. Leippe-Torno telde 1435 inwoners op 31 december 2006.